# Várkonyi
A Várkonyi régi magyar családnév, amely a származási helyre utalhat: Zengővárkony (Baranya vármegye), Sajóvárkony (Borsod-Abaúj-Zemplén vármegye), Tiszavárkony (Heves vármegye), Várkony (Nyékvárkony, Szlovákia, korábban Pozsony vármegye).
Ez a családnév nagyon népszerű lett amint lehetővé vált a családnevek megváltoztatása. Tucatnyian változtatták meg az eredeti nevüket erre a 19. és a 20. században. Ezt a nevet használták nemesi előnévként (alias) is "várkonyi" előtagként. A leghíresebb ilyen alkalmazás az Amadé bárói/grófi családhoz fűződik, akiknek a származása a Pozsony vármegyei Várkonyhoz köthető.
Voltak viták is a név használatával kapcsolatban, perekre is sor került. A bíróság döntése alapján a Nyitra-Páruczai családnak le kellett rövidítenie a családnevét "Várkony"-ra.

## Híres Várkonyi nevű személyek
- R. Várkonyi Ágnes (1928–2014) magyar történész, egyetemi tanár
- Várkonyi András (1949) magyar színész, író
- Várkonyi Andrea (1974) műsorvezető, riporter
- Várkonyi Andrea (1979–2018) színésznő
- Várkonyi Hildebrand Dezső (1888–1971) bencés rendi szerzetes tanár, filozófus, pszichológus
- Várkonyi Endre (1926–2020) újságíró, szerkesztő
- Várkonyi Gabriella (1963) női nemzetközi vízilabda játékvezető
- Várkonyi Gábor (1947–1994) Balázs Béla-díjas filmrendező
- Várkonyi Gábor (1950) atléta, súlylökő, edző
- Várkonyi Gábor (1962) történész, egyetemi docens
- Várkonyi István (1852–1918) politikus, lapszerkesztő, az agrárszocialista mozgalom egyik vezetője
- Várkonyi István (1923–2004) könyvszervező, újságíró, költő
- Várkonyi István (1931) brácsaművész, hegedűművész
- Várkonyi István (1946) politikus, országgyűlési képviselő (MDF), tanár
- Várkonyi János (1947) magyar festőművész
- Várkonyi Mátyás (1950) zeneszerző, szövegíró, karmester
- Várkonyi Mihály (1891–1976) színész, az amerikai némafilmek egyik magyar sztárja
- Várkonyi Mihály (1931) író
- Várkonyi Nagy Béla (1896–1980) magyar költő
- Várkonyi Nándor (1896–1975) magyar író, szerkesztő, kultúrtörténész
- Várkonyi Orsolya (1989) magyar bajnok labdarúgó, csatár
- Várkonyi Péter (1931–2008), magyar kommunista politikus
- Várkonyi Péter László (1979) Junior Prima díjas kutató, építészmérnök, Pro Scientia aranyérmes egyetemi docens (BME Szilárdságtani és Tartószerkezeti Tanszék), aki a "Gömböc" fantázianevű test egyik felfedezője
- Várkonyi Szilvia (1953) színésznő
- Várkonyi Tibor (1907–1981) huszárezredes
- Várkonyi Tibor (1924–2018) újságíró, író, szerkesztő
- Várkonyi Tibor (1929) orvos, biológus, környezetvédelmi szakmérnök
- Várkonyi Tibor (1942) belgyógyász, gasztroenterológus, egyetemi docens
- Várkonyi Tibor (1971) ügyvéd, családtörténet kutató, író, újságíró, polgárjogi aktivista
- Várkonyi Zoltán (1912–1979) magyar színész, filmrendező
- Várkonyi Zoltán (1938) biofizikus